# خالد مشاري الروضان
خالد مشاري عبد الله الروضان مواليد دولة الكويت (1934) ، نائب سابق في مجلس الأمة الكويتي ، في الفصل التشريعي الثالث عام (1971) عن الدائرة السابعة الدسمة وحصل علي المركز الرابع ب (746) صوت، وفاز بالانتخابات.